# Micropholis grandiflora
Micropholis grandiflora är en tvåhjärtbladig växtart som beskrevs av Aubrev. Micropholis grandiflora ingår i släktet Micropholis och familjen Sapotaceae. IUCN kategoriserar arten globalt som akut hotad. Inga underarter finns listade i Catalogue of Life.